# 散文の理論
『散文の理論』（さんぶんのりろん）は、1925年にロシアの文学研究者・ヴィクトル・シクロフスキーにより発表された研究である。

## 概要
シクロフスキーはロシア・フォルマリズム理論の研究者であり、本書は彼の主著であるとともに形式主義の文学理論の古典的研究である。本書には論文「手法としての芸術」、「短編小説と長編小説の構造」、「秘密をもった短編小説」、「秘密をもった長編小説」、「パロディの長編小説」が収録されている。文学研究において異化の概念や主題などの概念を導入しながら、さまざまな散文作品を分析した研究である。
シクロフスキーは当時ロシアのアカデミーで主流であった「イメージによる思考」としての芸術の概念を検討し、それに批判を加えている。シクロフスキーの見解によれば、新しいイメージを創造するのではなく、既存のイメージをどのように配列するかに芸術の力点がある。したがって、文学においてもイメージによる思考ではなくイメージの喚起、さらに直喩や誇張などの修辞的な手法こそが重要であると論じている。そして事柄の理解を容易にする鑑賞者の日常的な認識を意図的に非日常化すること、すなわち異化が芸術を研究する着眼となることを主張する。生活の中で単純化された日常の芸術の異化の作用によって引き離すことが芸術であり、この立場に立脚した上でシクロフスキーは文学という学問の研究対象が文学そのものではなく異化をもたらしている「文学性」にあると考えている。

## 書誌
- シクロフスキー著『散文の理論』せりか書房、1971年

また次の文献にシクロフスキーの論文が収録されている。
- ツヴェタン・トドロフ編『文学理論　ロシア・フォルマリスト論集』理想社、1977年
- 新谷敬三郎・磯谷孝編『ロシア・フォルマリズム論集』現代思潮社、1971年